# Robert Monier
Robert Monier (Burdeos, 20 de febrero de 1885-Burdeos, 6 de diciembre de 1944) fue un deportista francés que compitió en vela en la clase 6.5 Metre. Participó en los Juegos Olímpicos de Amberes 1920, obteniendo una medalla de plata en la clase 6.5 Metre.

## Palmarés internacional
| Juegos Olímpicos | Juegos Olímpicos  | Juegos Olímpicos | Juegos Olímpicos |
| Año              | Lugar             | Medalla          | Clase            |
| ---------------- | ----------------- | ---------------- | ---------------- |
| 1920             | Amberes (Bélgica) | Medalla de plata | 6.5 Metre        |